# Campeonato Mundial de Atletismo de 2005 - 800 m feminino
A competição dos 800 metros feminino no Campeonato Mundial de Atletismo de 2005 foi realizada no Estádio Olímpico, em Helsinque, na Finlândia, entre os dias 6 a 9 de agosto de 2005.

## Recordes
Antes desta competição, os recordes mundiais e do campeonato nesta prova eram os seguintes:
| Tipo                  | Atleta                | Tempo   | Local     | Data                |
| --------------------- | --------------------- | ------- | --------- | ------------------- |
|                       | Jarmila Kratochvílová | 1:53.28 | Munique   | 26 de julho de 1983 |
| Recorde do campeonato | Jarmila Kratochvílová | 1:54.68 | Helsinque | 9 de agosto de 1983 |

## Medalhistas
| Ouro                  | Prata                | Bronze                   |
| Zulia Calatayud (CUB) | Hasna Benhassi (MAR) | Tatyana Andrianova (RUS) |

## Calendário
Todos os horários estão no horário local (UTC+2)
| Data        | Horário | Fase          |
| ----------- | ------- | ------------- |
| 6 de agosto | 12:55   | Eliminatórias |
| 7 de agosto | 19:40   | Semifinal     |
| 9 de agosto | 21:35   | Final         |

## Resultados

### Eliminatórias
Qualificação: Os 4 primeiros de cada bateria (Q) e os 4 melhores tempos (q) avançam para as semifinais.
Bateria 1
| Pos. | Atleta                | Nacionalidade  | Tempo   | Notas                |
| ---- | --------------------- | -------------- | ------- | -------------------- |
| 1    | Hazel Clark           | Estados Unidos | 2:01.91 | Q                    |
| 2    | Kenia Sinclair        | Jamaica        | 2:02.18 | Q                    |
| 3    | Amina Aït Hammou      | Marrocos       | 2:02.26 | Q                    |
| 4    | Agnes Samaria         | Namíbia        | 2:02.46 | Q                    |
| 5    | Neisha Bernard-Thomas | Granada        | 2:02.50 |                      |
| 6    | Brigita Langerholc    | Eslovênia      | 2:03.06 |                      |
| 7    | Binnaz Uslu           | Turquia        | 2:03.73 |                      |
| 8    | Marlyse Nsourou       | Gabão          | 2:14.47 | Recorde da temporada |

Bateria 2
| Pos. | Atleta              | Nacionalidade  | Tempo   | Notas |
| ---- | ------------------- | -------------- | ------- | ----- |
| 1    | Zulia Calatayud     | Cuba           | 2:00.7  | Q     |
| 2    | Hasna Benhassi      | Marrocos       | 2:00.77 | Q     |
| 3    | Kameisha Bennett    | Estados Unidos | 2:01.78 | Q     |
| 4    | Susan Scott         | Grã-Bretanha   | 2:02.00 | Q     |
| 5    | Teodora Kolarowa    | Bulgária       | 2:02.45 |       |
| 6    | Miho Sato           | Japão          | 2:02.82 |       |
| 7    | Marcela Britos      | Uruguai        | 2:10.21 |       |
| 8    | Markabo Djama Liban | Djibuti        | 2:50.95 |       |

Bateria 3
| Pos. | Atleta                | Nacionalidade  | Tempo   | Notas |
| ---- | --------------------- | -------------- | ------- | ----- |
| 1    | Tatyana Andrianova    | Rússia         | 2:06.38 | Q     |
| 2    | Alice Schmidt         | Estados Unidos | 2:07.10 | Q     |
| 3    | Mayte Martínez        | Espanha        | 2:07.34 | Q     |
| 4    | Ewelina Sętowska-Dryk | Polónia        | 2:07.37 | Q     |
| 5    | Myint Myint Aye       | Myanmar        | 2:08.50 |       |
| 6    | Marian Burnett        | Guiana         | 2:09.88 |       |
|      | Nahida Touhami        | Argélia        |         | DNS   |

Bateria 4
| Pos. | Atleta               | Nacionalidade | Tempo   | Notas                |
| ---- | -------------------- | ------------- | ------- | -------------------- |
| 1    | Svetlana Cherkasova  | Rússia        | 2:00.62 | Q                    |
| 2    | Laetitia Valdonado   | França        | 2:00.87 | Q                    |
| 3    | Sviatlana Usovich    | Bielorrússia  | 2:01.09 | Q                    |
| 4    | Lucia Klocová        | Eslováquia    | 2:01.63 | Q,                   |
| 5    | Tetiana Petlyuk      | Ucrânia       | 2:01.78 | q,                   |
| 6    | Seltana Aït Hammou   | Marrocos      | 2:02.16 |                      |
| 7    | Elisa Cusma Piccione | Itália        | 2:05.95 |                      |
| 8    | Gulnaz Ara           | Paquistão     | 2:13.87 | Recorde da temporada |

Bateria 5
| Pos. | Atleta                 | Nacionalidade | Tempo   | Notas |
| ---- | ---------------------- | ------------- | ------- | ----- |
| 1    | Larisa Chzhao          | Rússia        | 2:00.64 | Q     |
| 2    | Maria de Lurdes Mutola | Moçambique    | 2:00.71 | Q     |
| 3    | Michelle Ballentine    | Jamaica       | 2:01.05 | Q,    |
| 4    | Mihaela Neacșu         | Roménia       | 2:01.35 | Q     |
| 5    | Monika Gradzki         | Alemanha      | 2:01.56 | q     |
| 6    | Letitia Vriesde        | Suriname      | 2:01.65 | q,    |
| 7    | Diane Cummins          | Canadá        | 2:01.71 | q     |
|      | Akosua Serwaa          | Gana          |         | DNS   |

### Semifinal
Qualificação: Os 2 primeiros de cada bateria (Q) e os 2 melhores tempos (q) avançam para as finais.
Bateria 1
| Pos. | Atleta                 | Nacionalidade  | Tempo   | Notas                |
| ---- | ---------------------- | -------------- | ------- | -------------------- |
| 1    | Hazel Clark            | Estados Unidos | 1:59.00 | Q                    |
| 2    | Larisa Chzhao          | Rússia         | 1:59.07 | Q                    |
| 3    | Maria de Lurdes Mutola | Moçambique     | 1:59.29 | q                    |
| 4    | Mayte Martínez         | Espanha        | 1:59.40 | q,                   |
| 5    | Amina Aït Hammou       | Marrocos       | 2:00.22 |                      |
| 6    | Mihaela Neacșu         | Roménia        | 2:00.63 |                      |
| 7    | Lucia Klocová          | Eslováquia     | 2:00.64 | Recorde da temporada |
| 8    | Susan Scott            | Grã-Bretanha   | 2:01.17 | Recorde da temporada |

Bateria 2
| Pos. | Atleta              | Nacionalidade  | Tempo   | Notas                |
| ---- | ------------------- | -------------- | ------- | -------------------- |
| 1    | Zulia Calatayud     | Cuba           | 1:57.92 | Q,                   |
| 2    | Svetlana Cherkasova | Rússia         | 1:58.58 | Q                    |
| 3    | Kenia Sinclair      | Jamaica        | 1:59.45 |                      |
| 4    | Diane Cummins       | Canadá         | 2:00.10 | Recorde da temporada |
| 5    | Agnes Samaria       | Namíbia        | 2:00.13 |                      |
| 6    | Alice Schmidt       | Estados Unidos | 2:01.43 |                      |
| 7    | Letitia Vriesde     | Suriname       | 2:02.07 |                      |
| 8    | Monika Gradzki      | Alemanha       | 2:02.09 |                      |

Bateria 3
| Pos. | Atleta                | Nacionalidade  | Tempo   | Notas |
| ---- | --------------------- | -------------- | ------- | ----- |
| 1    | Tatyana Andrianova    | Rússia         | 2:01.35 | Q     |
| 2    | Hasna Benhassi        | Marrocos       | 2:01.59 | Q     |
| 3    | Laetitia Valdonado    | França         | 2:01.90 |       |
| 4    | Ewelina Sętowska-Dryk | Polónia        | 2:02.02 |       |
| 5    | Sviatlana Usovich     | Bielorrússia   | 2:02.34 |       |
| 6    | Tetiana Petlyuk       | Ucrânia        | 2:02.46 |       |
| 7    | Michelle Ballentine   | Jamaica        | 2:03.98 |       |
|      | Kameisha Bennett      | Estados Unidos |         | DNF   |

### Final
A final ocorreu dia 9 de agosto às 21:35.
| Pos.              | Atleta                 | Nacionalidade  | Tempo   | Notas |
| ----------------- | ---------------------- | -------------- | ------- | ----- |
| Medalha de ouro   | Zulia Calatayud        | Cuba           | 1:58.82 |       |
| Medalha de prata  | Hasna Benhassi         | Marrocos       | 1:59.42 |       |
| Medalha de bronze | Tatyana Andrianova     | Rússia         | 1:59.60 |       |
| 4                 | Maria de Lurdes Mutola | Moçambique     | 1:59.71 |       |
| 5                 | Mayte Martínez         | Espanha        | 1:59.99 |       |
| 6                 | Larisa Chzhao          | Rússia         | 2:00.25 |       |
| 7                 | Svetlana Cherkasova    | Rússia         | 2:00.71 |       |
| 8                 | Hazel Clark            | Estados Unidos | 2:01.52 |       |

Legenda
| Recorde mundial       | Recorde mundial (World record)               |                       | Recorde africano                      | Recorde africano (African) |                                           | Q | Classificado por posição (Qualified) |
| Recorde do campeonato | Recorde do campeonato (Championship record)  | Recorde da América    | Recorde da América (Americas)         | q                          | Classificado por melhor tempo (Qualified) |   |                                      |
| Melhor marca do ano   | Melhor marca do ano (World leading)          | Recorde asiático      | Recorde asiático (Asian)              | DNS                        | Não largou (Did not start)                |   |                                      |
| Recorde nacional      | Recorde nacional (National record)           | Recorde europeu       | Recorde europeu (European)            | DNF                        | Não terminou (Did not finish)             |   |                                      |
| Recorde pessoal       | Recorde pessoal do atleta (Personal best)    | Recorde da Oceania    | Recorde da Oceania (Oceania)          | DSQ / DQ                   | Desclassificado (Disqualified)            |   |                                      |
| Recorde da temporada  | Recorde da temporada do atleta (Season best) | Recorde sul-americano | Recorde sul-americano (South America) | NM                         | Sem marca (No mark)                       |   |                                      |